# 熊本市立託麻南小学校
熊本市立託麻南小学校（くまもとしりつ たくまみなみしょうがっこう）は、熊本県熊本市東区長嶺東三丁目にある公立小学校。

## 概要
児童数961人、35学級（特別支援学級3学級）。

## 沿革
- 1984年（昭和59年） - 熊本市立託麻西小学校より分離し開校
- 1991年（平成3年） - 熊本市立長嶺小学校を分離

## 歴代校長
- 1984年 (昭和59年） - 初代校長 松原健治
- 1988年 (昭和63年） - 第2代校長 松藤陽一
- 1989年 (平成1年） - 第3代校長 西生了
- 1991年 (平成3年） - 第4代校長 奥村茂
- 1993年 (平成5年） - 第5代校長 佐藤景
- 1995年 (平成7年） - 第6代校長 小崎圭洋
- 1997年 (平成9年） - 第7代校長 水永明
- 2000年 (平成12年） - 第8代校長 大田眞也
- 2001年 (平成13年） - 第9代校長 西岡義登
- 2003年 (平成15年） - 第10代校長 田中勇三
- 2005年 (平成17年） - 第11代校長 松本幸祐
- 2007年 (平成19年） - 第12代校長　川野富士夫
- 2010年 (平成22年) - 第13代校長 中村和徳
- 2013年 (平成25年) - 第14代校長 川上哲也
- 2015年 (平成27年) - 第15代校長 書川欣也
- 2017年 (平成29年) - 第16代校長 松並孝志
- 2020年 (令和2年)  - 第17代校長 水本幸三
- 2023年 (令和5年)  - 第18代校長 白石和弘

## 委員会
- 放送委員会
- 図書委員会
- 保健委員会
- 給食委員会
- 音楽委員会
- ISO委員会
- ハートフル委員会
- グリーン委員会
- 美化委員会
- 掲示委員会
- 体育委員会

## クラブ活動

### 運動部
- サッカー部
- バスケット部
- バドミントン部
- バレー部
- 野球部
- 水泳部

### 文化部
- 器楽部

## 通学区域
2023年度時点での通学区域は以下の通りで、卒業生は熊本市立長嶺中学校へ進学する。
- 御領の一部 - 六丁目4番
  - 御領一丁目から五丁目の全域と六・七・八丁目の一部は託麻西小学校の、六・七・八丁目の一部は託麻北小学校の通学区域である。
- 長嶺東の大半 - 二丁目から七丁目までの全域と、長嶺東一丁目（1 - 8番）、長嶺東八丁目（1 - 2番、4番）
  - 長嶺東一丁目9番と長嶺東八丁目15番は託麻西小学校の、長嶺東八丁目3番（4 - 19号）は託麻東小学校の、長嶺東八丁目3番（1 - 3号、20 - 55号）および長嶺東八丁目5 - 14番、長嶺東九丁目の全域は託麻北小学校の通学区域である。
- 長嶺南の一部 - 長嶺南八丁目の全域と、長嶺南三丁目（1 - 3番、4番1 - 38号および132 - 173号、5 - 9番）
  - 長嶺南一・二丁目は月出小学校、長嶺南三丁目（4番39 - 131号、 10番）および四丁目から六丁目の全域、七丁目の一部（17 - 24番）は長嶺小学校の通学区域である。
- 八反田三丁目の一部 - 6番、22番26 - 41番、23番
  - 八反田三丁目の残り（1 - 5番、7 - 21番、22番1 - 25号および42 - 73号）と二丁目全域、一丁目の一部（3番10 - 73郷、4番、5番3 - 16号、6番、10番6 - 14号、12番6 - 21号および13 - 18番）は託麻西小学校の、一丁目の残りは西原小学校の通学区域である。

## 関係者

### 出身者
- 宮崎大志郎 - 元プロサッカー選手[3]
- 村上宗隆 - プロ野球選手[4]。2012年3月卒業[5]。